# Paprikás krumpli
A paprikás krumpli magyar egytálétel, melynek fő összetevői a burgonya, az őrölt pirospaprika, a kolbász vagy virsli és a vöröshagyma. Készülhet tűzhelyen vagy bográcsban is.  

## Elkészítési módjai
Kolbász vagy virsli helyett ha rostélyost tesznek hozzá, serpenyős rostélyos készül. 
A paprikás krumpli füstölt szalonnával is készülhet, bő lével vagy rövid lével, van csipetkével, galuskával, nokedlivel vagy tarhonyával készült változata is. A hagyma és a pirospaprika mellett akár majoránnát és őrölt köményt is lehet használni a fűszerezéshez. Nem szétfővő burgonyából érdemes készíteni. 
Fogyasztható kenyérrel vagy önmagában, gyakran tálalják kovászos uborkával vagy ecetes, esetleg tejfölös uborkasalátával. 

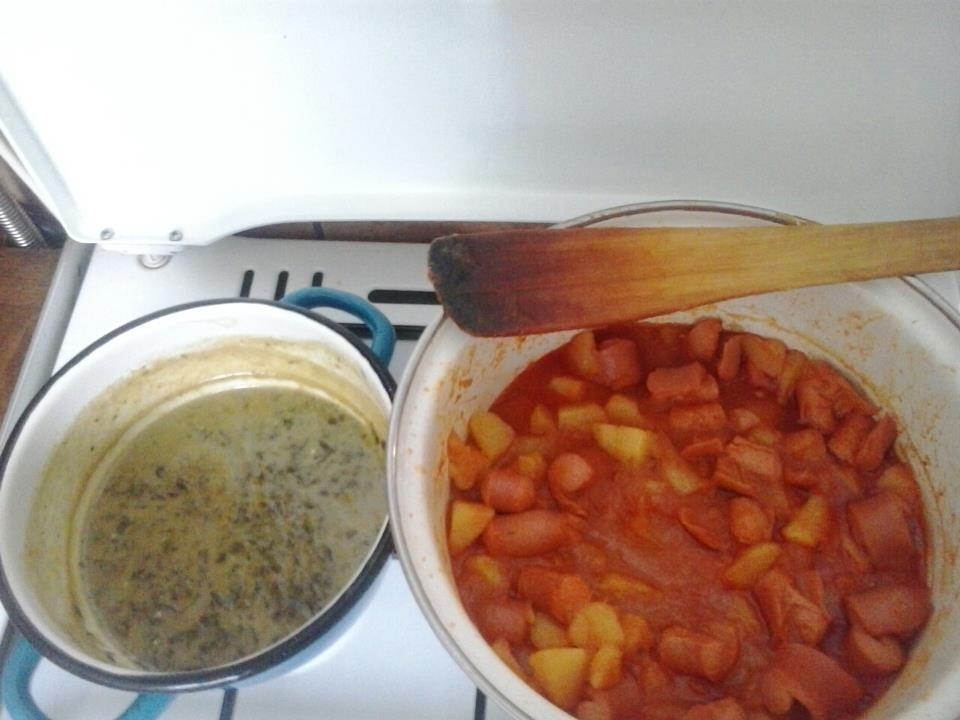
Paprikás krumpli virslivel és sóskamártással